# Нижние Борки (Мордовия)
Нижние Борки — деревня в составе  Пурдошанского сельского поселения Темниковского района Республики Мордовия.

## География
Находится на расстоянии примерно 14 километров на восток-северо-восток от районного центра города Темников.

## История
Упоминается с 1869 года, когда она была учтена как казенная деревня Краснослободского уезда из 50 дворов.

## Население
Постоянное население составляло 161 человек (мордва 88%) в 2002 году, 138 в 2010 году .